# Parafia Matki Bożej Częstochowskiej i św. Wacława w Lubiczu Górnym
Parafia Matki Bożej Częstochowskiej i Świętego Wacława w Lubiczu Górnym – parafia rzymskokatolicka w diecezji włocławskiej, w dekanacie Lubickim z siedzibą w Lubiczu Górnym.

## Kościoły
- kościół parafialny Matki Bożej Częstochowskiej i św. Wacława w Lubiczu Górnym
- kościół filialny św. Ignacego w Młyńcu Drugim

## Odpust
Odpust parafialny odbywa się 26 sierpnia i 28 września.

## Duszpasterze
- proboszcz: ks. prał. dr Bogumił Leszcz (od 1995) – dziekan dekanatu lubickiego
- wikariusz: ks. Damian Kurzawski (od 2025)

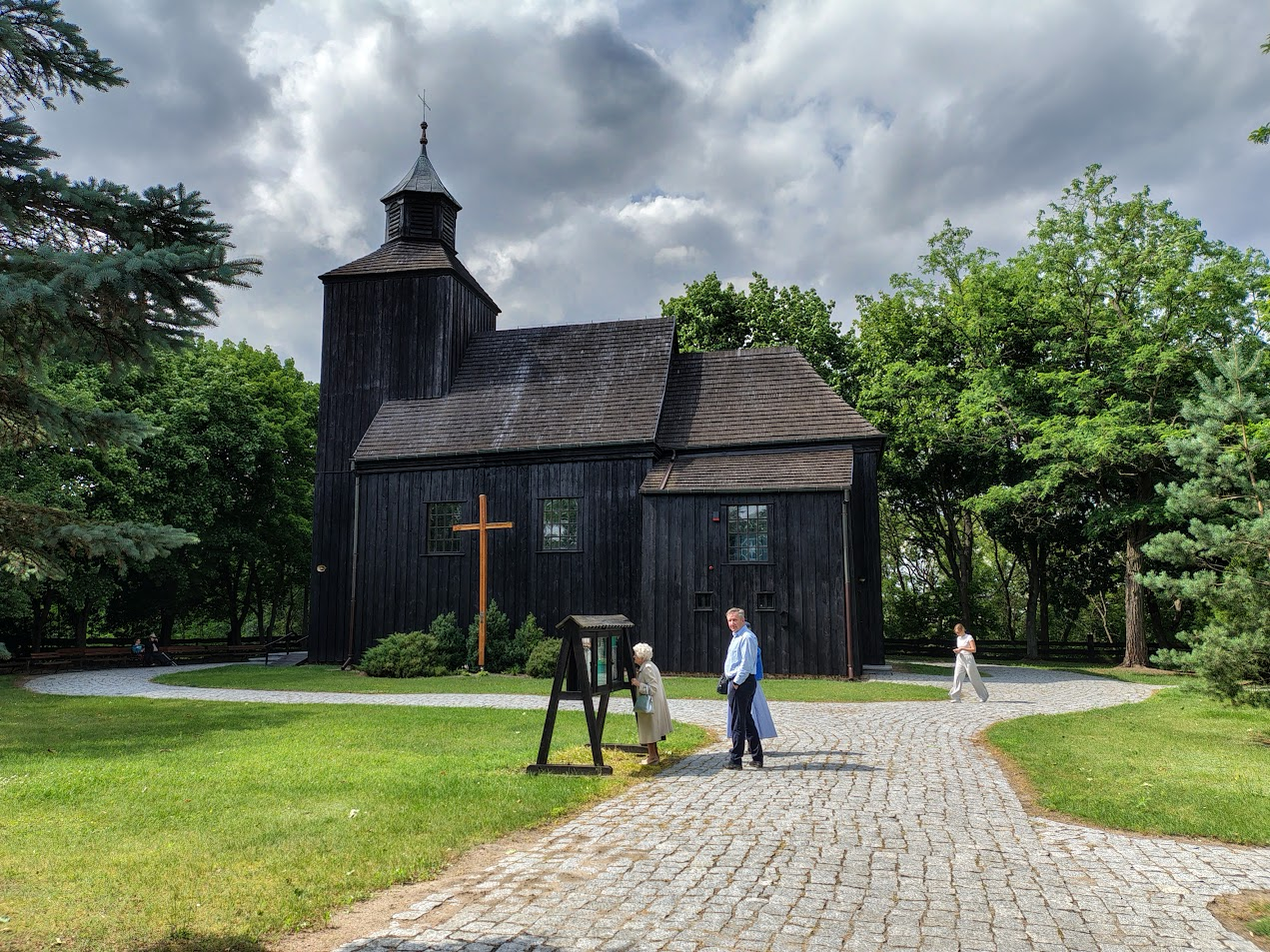
Kościół Św. Ignacego Loyoli w Młyńcu Drugim